# Simia
Pour les articles homonymes, voir Simia (homonymie).
Genre
Le genre Simia a été décrit pour la première fois en 1758 par le naturaliste suédois Carl von Linné (1707-1778). Ce taxon est paraphylétique, c'est-à-dire qu'il ne regroupe pas toutes les espèces issues d'une même espèce ancestrale, mais il est surtout obsolète car très hétérogène.
La Commission internationale de nomenclature zoologique recommande depuis sa résolution 114 de 1929 de ne plus utiliser ce taxon. Cependant certains auteurs préfèrent rattacher une espèce appelée Entelle de Pagi (ou Nasique de Pagi, (Nasalis concolor) au genre Simias, plutôt qu'au genre Nasalis.